# Thái tử
Thái tử (chữ Hán: 太子), đầy đủ là Hoàng thái tử (皇太子) hay Vương thái tử (王太子), là danh vị dành cho Trữ quân kế thừa cho một vị Vua trong các quốc gia thuộc vùng văn hóa chữ Hán. Vào thời kì Tiên Tần và sau đó là suốt thời kỳ nhà Hán, danh xưng "Thái tử" cũng dùng để gọi người kế vị của các Chư hầu mang tước Vương.
Trong hầu hết trường hợp trong thế giới chữ Hán, người được chọn kế vị đều là nam giới đồng thời cũng thường là con trai trưởng của đương kim Hoàng đế. Đối với các chư hầu, những bộ phận lãnh thổ hoặc những quốc gia mà người cai trị xưng tước Vương, trước thời kỳ nhà Tào Ngụy vẫn duy trì khái niệm "Thái tử" dành cho người thừa kế của mình. Tuy nhiên kể từ thời kỳ này, liền đã có lệ đặt người nối ngôi cho tước Vương đều gọi là Vương thế tử.

## Từ nguyên
Chữ 「Thái; 太」 trong danh hiệu mang nghĩa "người con lớn nhất". Vào thời Tiên Tần, Trữ quân của nhà Chu hay các chư hầu lớn như nước Sở được gọi là [Vương thái tử] để phân biệt với các vương tử bình thường, biểu thị là người kế thừa ngôi vương trong tương lai.
Sau khi Tần Thủy Hoàng thống nhất đất nước, trở thành hoàng đế đầu tiên của Trung Hoa, con trai ông là Tần Nhị Thế được phong [Hoàng thái tử], trở thành Hoàng thái tử đầu tiên trong lịch sử. Thời nhà Hán, Trữ quân của các Chư hầu mang tước Vương được gọi là [Vương thái tử] để phân biệt với Hoàng thái tử, còn những người thừa kế của các Chư hầu mang tước Công trở xuống được gọi là Thế tử. Danh xưng này tồn tại đến hết thời kỳ Đông Hán.
Dưới thời Tào Ngụy, vì cách gọi "Thái tử" dễ gây nhầm lẫn giữa Hoàng thái tử và Vương thái tử, vào thời điểm phong tước "Tấn vương" cho họ Tư Mã đã sửa "Vương Thái tử" thành [Vương thế tử]. Từ đó về sau, các Trữ quân của Chư hầu mang tước Vương trở xuống được gọi là "Thế tử", và "Thái tử" trở thành một tước hiệu riêng biệt để chỉ Trữ quân của Hoàng đế.

## Vị trí trong Hoàng gia
Vì là người sẽ kế vị, khác biệt với các Hoàng tử hay Vương tử được mở phủ riêng ngoài cung, nơi ở của Thái tử được đặt ở phía Đông của cung thành nên thường được gọi là Đông cung (東宮), vì lý do này mà ngai vị Thái tử ở Đông Á còn được gọi là 「Đông cung Thái tử」. Do là cung điện của "Trữ quân", nên đôi khi cũng gọi là Trữ cung (儲宮). Ở thuyết ngũ hành, hướng Đông thuộc hệ Mộc, màu "Thanh", xét Tứ quý thì thuộc mùa xuân, nên "Đông cung" đôi khi cũng được gọi một cách né tránh là Thanh cung (青宮) hay Xuân cung (春宮). Dần về sau, cách gọi Đông cung, Trữ cung, Thanh cung hoặc Xuân cung đa phần chỉ mang ý nghĩa tượng trưng như Tiềm để. Địa vị của Thái tử vào thời xưa có thể tạo thành một chính thể quyền lực tương tự với Vua chúa, do trong Đông cung cũng có các chức quan hầu việc tương tự hệ thống quan viên ở triều đình và đã được thu nhỏ lại. Các quan viên chủ yếu nhận nhiệm vụ về giáo dục Thái tử, nên thực tế không có quyền hạn đáng kể, nhưng nếu Thái tử kế vị thì những quan viên này sẽ là những người hàng đầu được bổ nhiệm các vị trí trọng yếu trong hệ thống chính trị. Ngoài ra, trong Đông cung cũng có các hoạn quan, nữ quan,... theo mô hình thu nhỏ của hoàng cung mà bố trí, phục vụ sinh hoạt của Thái tử và gia quyến. Vì là người sẽ kế vị nên mũ áo, lễ nghi của Thái tử cũng khác biệt với các Hoàng tử / Vương tử khác và thường là có chế độ một cách giản lược nếu so với Vua chúa.
Trong lịch sử Nhật Bản cũng thiết lập Thái tử, do các vị vua Nhật Bản tự xưng Thiên hoàng, ngang hàng với Hoàng đế. Địa vị của các Thái tử tại Nhật Bản cũng rất cao quý, do là người sẽ trở thành Thiên hoàng trong tương lai. Nơi ở của Thái tử được gọi là Đông cung Ngự sở (東宮御所; とうぐうごしょTōgū Gosho), hay cũng gọi là Xuân cung (はるのみや; Haru no Miya) do ảnh thưởng của thuyết Ngũ hành tương tự Trung Quốc. Do tình hình biến động của lịch sử, thực tế trong các thời đại trước Thời Minh Trị thì pháp độ thừa kế của "Đông cung" rất không rõ ràng, chỉ cần có thế lực đưa lên thì bất cứ Hoàng tử nào cũng có thể trở thành Thiên hoàng. Sau Duy Tân Minh Trị, trật tự hoàng thất Nhật Bản ổn định, quy định về quyền thừa kế xác định chỉ dành cho Đích trưởng tử của Thiên hoàng, là đứa con trai lớn chính thống nhất. Do đặc thù trong cách đặt tên, cách gọi Thái tử ở Nhật Bản không tương đồng lắm với Trung Quốc và Việt Nam. Theo thông lệ, bất kỳ Hoàng tử Nhật Bản nào cũng sẽ có tên kiểu 「"Mỗ mỗ Thân vương"」 khi trưởng thành, dù có là Hoàng thái tử thì cũng chỉ thêm chữ "Hoàng thái tử" trước phong hiệu mà thôi. Như Thiên hoàng Naruhito trong thời gian còn là Trữ quân của cha ông, Thiên hoàng Akihito, ông được gọi theo Kanji là Hoàng thái tử Đức Nhân Thân vương (皇太子徳仁親王), còn Thái tử phi là Hoàng thái tử Đức Nhân Thân vương phi (皇太子徳仁親王妃).
Thời nhà Đinh, Hoàng thái tử lần đầu được lập là khi Đinh Tiên Hoàng lập con trai thứ là Đinh Hạng Lang, đây cũng là lần đầu tiên mà danh xưng "Hoàng thái tử" được đề cập trong lịch sử Việt Nam. So với Trung Quốc, vị trí của các Thái tử vẫn tối cao như vậy, đặc biệt là thời nhà Trần có quy chế nghiêm cẩn, Lê Phụ Trần từng giữ chức "Trữ Cung giáo thụ", có trách nhiệm dạy dỗ cho Trần Nhân Tông khi ông còn là Thái tử. Có thể thấy, Hoàng thái tử ở Việt Nam cũng như vậy rất được coi trọng. Triều đại nhà Lý có đặc điểm tuy đã chọn Hoàng thái tử, nhưng vẫn dùng tước Vương để gọi, như Lý Thái Tông từng là "Khai Thiên vương"; Lý Thái Tông là "Khai Hoàng vương"; Lý Long Xưởng là "Hiển Trung vương",... Thực sự hoàng gia nhà Lý ngay từ đầu chỉ là ngầm chọn lựa chưa công bố, dùng tước Vương phong trước, hay tục nhà Lý là dùng tước Vương gọi Thái tử, cho đến nay vẫn còn chưa rõ ràng. Bên cạnh đó, Đại Việt sử ký toàn thư đã thuật lại lời bàn rất mâu thuẫn của Lê Văn Hưu như sau:「"Nhà Lý phong cho các con mẹ đích đều làm Vương, các con mẹ thứ đều làm Hoàng tử mà không đặt ngôi Hoàng thái tử. Đến khi nào vua ốm nặng mới chọn một người trong các con cho vào để nối nghiệp lớn. Truyền dần thành tục, không biết là ý thế nào"」. Dựa theo việc này, có thể các Hoàng thái tử được định sẵn chỉ là trong mật chỉ, dùng tước Vương phong trước, khi Hoàng đế lâm chung mới công bố mà thôi. Điều này có phần tương tự thể chế Bí mật lập Trữ mà nhà Thanh sử dụng. Tuy vậy, các vị như Lý Nhân Tông, Lý Thần Tông, Lý Anh Tông, Lý Cao Tông cùng Lý Huệ Tông được ghi lại đều phong làm Thái tử mà không có tước Vương, nên tình hình vẫn còn khá mâu thuẫn.
Văn hóa đại chúng Việt Nam hiện đại có lưu truyền một thuyết gọi là "Tứ bất lập" của nhà Nguyễn, bao gồm:「"Không lập Hoàng hậu, không lập Tể tướng, không lấy đỗ Trạng nguyên và không lập Thái tử"」. Hiện tại chưa rõ xuất phát chân chính của thuyết này, tuy nhiên đây là thuyết vô căn cứ vì thực tế, nhà Nguyễn có quy định rất rõ về việc lập Hoàng hậu lẫn việc lập Thái tử. Dẫn chứng rất cụ thể đó là: 
- Năm 1815, Vua Gia Long quyết định lập Nguyễn Phúc Đảm làm Hoàng thái tử.
- Năm 1922, Hoàng trưởng tử Nguyễn Phúc Vĩnh Thụy được Vua Khải Định sắc lập làm Hoàng thái tử.
- Năm 1939, Hoàng đích trưởng tử Nguyễn Phúc Bảo Long được Vua Bảo Đại lập làm Hoàng thái tử.

Những trường hợp trên đều là cho thấy nhà Nguyễn không hề kị việc lập Thái tử. Nguyên nhân dẫn đến việc chậm lập Thái tử ở các triều trước đó, có thể suy ra ở ba yếu tố chính: Ảnh hưởng tình hình chính trị (công bố người kế vị trong di chiếu, để tránh việc tranh giành), chưa có người thích hợp và cuối cùng một phần lớn là do vấn đề kinh tế vì các buổi lễ tấn phong diễn ra rất tốn kém. Theo Khâm định Đại Nam hội điển sự lệ, sách để tấn lập Hoàng thái tử làm bằng vàng; có 5 tờ; 2 tờ trước và sau đều khắc hình rồng mây; 3 tờ giữa là khắc sách văn, dài 5 tấc 6 phân 6 ly, ngang 3 tấc 2 phân 4 ly, dày 2 ly. Hộp đựng sách bằng bạc chạm mây rồng, rồi lại đựng trong 1 hộp gỗ sơn son. Bảo ấn bằng vàng, vuông 2 tấc 4 phân 3 ly, dày 3 phân 2 ly, núm hình rồng phủ phục. Khắc 5 chữ "Hoàng thái tử chi bảo", hộp đựng gỗ sơn son, bằng đồng. Có thêm 1 ấn tín bằng bạc khắc chữ "Thị tín", vuông 6 phân 7 ly, dày 3 phân, núm rồng phủ phục.

## Các Thái tử nổi tiếng
Thái tử Trung Quốc
1. Lệ Thái tử Lưu Cứ, đích trưởng tử của Hán Vũ Đế Lưu Triệt, bị chết trong biến loạn cung đình.
2. Đông Hải Cung vương Lưu Cương, đích trưởng tử của Hán Quang Vũ Đế Lưu Tú, tự nhường ngôi Hoàng thái tử cho em trai là Hán Minh Đế Lưu Trang.
3. Mẫn Hoài Thái tử Tư Mã Duật, trưởng tử của Tấn Huệ Đế Tư Mã Trung. Cái chết của ông đã châm ngòi cho loạn bát vương đầu thời nhà Tấn.
4. Ẩn Thái tử Lý Kiến Thành, đích trưởng tử của Đường Cao Tổ Lý Uyên. Bị giết trong Sự biến Huyền Vũ môn.
5. Thường Sơn Mẫn vương Lý Thừa Càn, đích trưởng tử của Đường Thái Tông Lý Thế Dân. Bị phế truất.
6. Đường Nghĩa Tông Lý Hoằng, đích tử của Đường Cao Tông Lý Trị và Võ hậu.
7. Tống Nhân Tông Triệu Trinh, con trai của Tống Chân Tông Triệu Hằng và Lý Thần Phi, nổi tiếng với truyền thuyết "Ly miêu hoán thái tử".
8. Ý Văn Thái tử Chu Tiêu, đích trưởng tử của Minh Thái Tổ Chu Nguyên Chương, cha ruột của Minh Huệ Đế Chu Doãn Văn.
9. Lý Mật Thân vương Dận Nhưng, đích tử của Thanh Thánh Tổ Khang Hi Đế, hai lần bị phế và hai lần phục vị. Là vị Hoàng thái tử nổi tiếng nhất nhà Thanh.
10. Đoan Tuệ Thái tử Vĩnh Liễn, đích tử của Thanh Cao Tông Càn Long Đế, rất được cha thương yêu và ấn định làm Trữ quân nhưng không may mất sớm.

Thái tử Việt Nam
1. Đinh Hạng Lang, thứ tử của Đinh Tiên Hoàng, bị anh trai Nam Việt vương Đinh Liễn giết hại.
2. Lê Long Thâu, trưởng tử của Lê Đại Hành.
3. Lê Trung Tông, thứ tử của Lê Đại Hành, lên ngôi 3 ngày thì bị em trai là Lê Long Đĩnh giết hại.
4. Lý Long Xưởng, trưởng tử của Lý Anh Tông, do tội thông dâm cung phi mà bị phế truất.
5. Lý Chiêu Hoàng, thái tử duy nhất là công chúa, lên ngôi được một năm sau đó bị ép nhường ngôi cho chồng là Trần Thái Tông.
6. Trần Trịnh, đích trưởng tử của Trần Thái Tông, qua đời ngay sau khi sinh ra.
7. Lê Nghi Dân, trưởng tử của Lê Thái Tông, được lập làm Hoàng thái tử nhưng bị phế truất, sau làm binh biến giết chết em trai là Lê Nhân Tông để đoạt ngôi.
8. Lê Duy Vĩ, trưởng tử của Lê Hiển Tông, bị Trịnh Sâm bức hại. Cha ruột của Lê Chiêu Thống.
9. Nguyễn Phúc Cảnh, đích trưởng tử của Gia Long.
10. Nguyễn Phúc Bảo Long, đích trưởng tử của Bảo Đại. Ông là Hoàng thái tử cuối cùng trong lịch sử Việt Nam.

## Văn hóa Châu Âu và khu vực khác
Tại các quốc gia Châu Âu, hầu hết các quốc gia này đều xưng tước Vương, và tuy có cụm ["Crown Prince"] hoặc ["Hereditary Prince"] ám chỉ đến người thừa kế, nhưng ở ngôn ngữ tiếng Anh nó luôn là một dạng cụm danh từ như Trữ quân, chứ không phải là tước vị chính thức như các quốc gia Đông Á.
Những Trữ quân của phần lớn quốc gia Châu Âu đều có lãnh thổ cùng đất đai cụ thể, như:
- Thân vương xứ Wales (Prince of Wales) của Vương quốc Anh;
- Công tước xứ Rothesay (Duke of Rothesay) của Vương quốc Scotland;
- Thân vương xứ Orange (Prince of Orange) của Vương quốc Hà Lan;
- Thân vương xứ Asturias (Príncipe de Asturias) của Vương quốc Tây Ban Nha.

Ngoài ra, cũng có những quốc gia có tước hiệu gần giống với "Thái tử", tức là những tước hiệu thiên về xưng hô hơn là quản lý lãnh thổ trực tiếp, như tước hiệu Le Dauphin của nước Pháp, Tsesarevich của Đế quốc Nga cùng Vua La Mã Đức (King of the Romans) của các Hoàng đế của Thánh chế La Mã.
Đặc biệt, các tước vị này đều không thay đổi vai vế, tức kiểu phải gọi "Thái đệ" hay "Thái tôn" nếu là em trai/ cháu trai của một vị Vua như các quốc gia Đông Á. Về cơ bản, dù vai vế Trữ quân ở Châu Âu có ra sao so với Quân chủ đi nữa, thì các tước hiệu Châu Âu này vẫn sẽ không đổi, nên khi gọi Trữ quân của các quốc gia này đều dùng tước hiệu cụ thể ấy để gọi, chứ không gặp phải tình trạng cân nhắc vai vế như các quốc gia Đông Á. Tước hiệu mang tính nhã xưng tương tự "Thái tử" như Le Dauphin cùng Tsesarevich cũng đều có tình trạng không xét vai vế như trên (trường hợp Công tước Konstantin Pavlovich của Nga). Vì lý do này, khi dịch thuật các Trữ quân của Châu Âu, việc dùng danh xưng "Thái tử" tương đối không chính xác. Tuy nhiên ở những nước như Thụy Điển và Na Uy thì chính thức dùng cách gọi Crown Prince như một tước hiệu dành cho Trữ quân, với tiếng bản địa là [Kronprins]. Sang thế kỉ 18 và thế kỉ 19, xuất hiện những tước hiệu Prince Imperial của Đế quốc Brazil, hay Prince Royal của Vương quốc Pháp thời kỳ Cách mạng Pháp và Vương quốc Bồ Đào Nha thời kỳ cận hiện đại. Lúc này, "Thái tử" có thể được dùng một cách chuẩn xác.
Ở các quốc gia Trung Đông, các Trữ quân cũng có những tước hiệu riêng khá tương đồng với Thái tử và Thế tử, và khi dịch tiếng Anh cũng đều dịch thành ["Crown Prince"] nói chung, cụ thể như:
- Vala Hazrat-i-Humayun Vali Ahd, Shahzada [tên Trữ quân]: tước hiệu Trữ quân của nhà Pahlavi và nhà Qajar.
- Prince of the Sa'id: tước hiệu Trữ quân của nhà nước Ai Cập Hồi giáo, khai thủy bởi Fuad I của Ai Cập.